# Stichocotyle nephropis
Stichocotyle nephropis és una espècie de platihelmint paràsit trematode. És l'única espècie del gènere Stichocotyle i de la família dels esticocotílids (Stichocotylidae). Parasita l'interior dels peixos elasmobranquis. Va ser descrit originalment per J. T. Cunningham l'any 1884 a partir d'espècimens trobat a escamarlans, Nephrops norvegicus. Aquest platihelmint es distingeix per presentar una única filera ventral de ventoses ben separades.